# Glover (Vermont)
Glover – miasto w Stanach Zjednoczonych, w stanie Vermont, w hrabstwie Orleans.